# Джанджира (княжество)

Торговый флаг княжества Джанджира

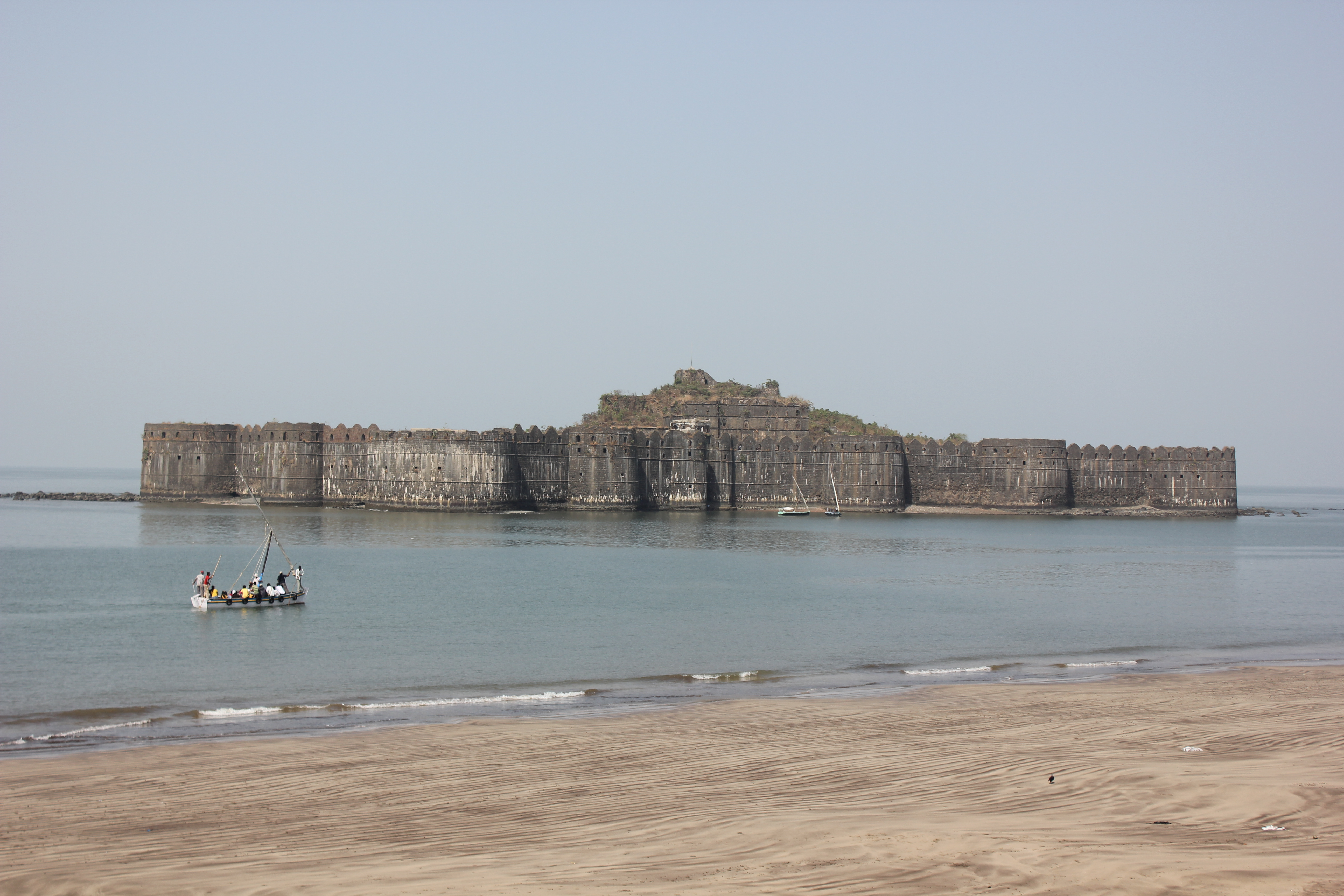
Крепость Джанджира

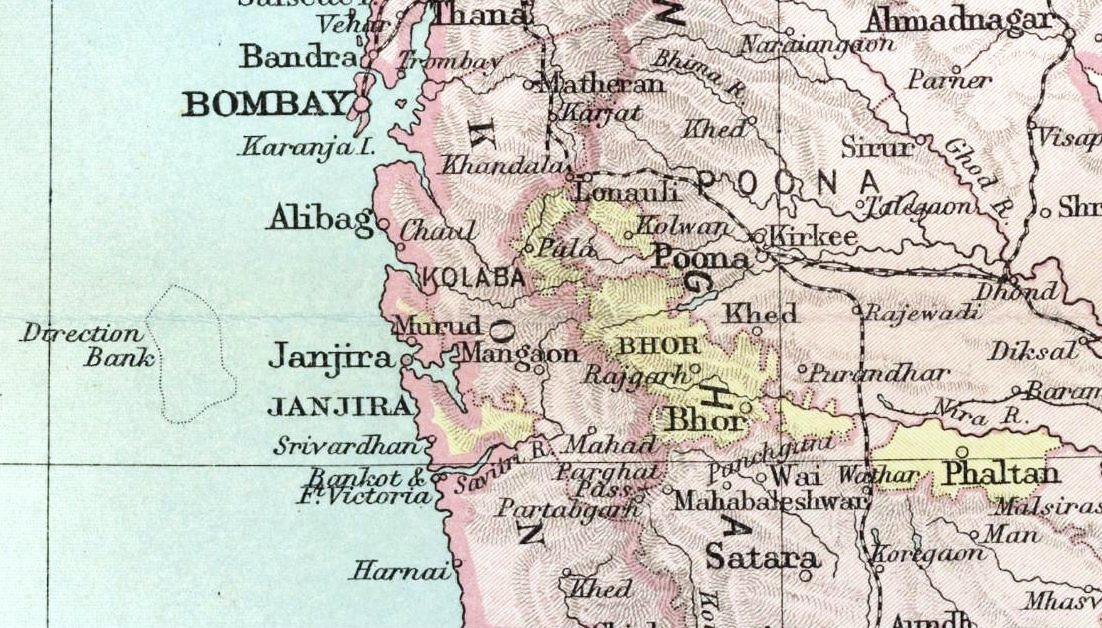
Княжество Джанджира в The Imperial Gazetteer of India

Княжество Джанджира (хинди जंजीरा रियासत) — туземное княжество в Индии во время британского владычества. Его правителями были династия Сидди хабешского происхождения. Княжество Джанджира находилось под сюзеренитетом Бомбейского президентства.
Княжество Джанджира располагалось на побережье Конкана в современном округе Райгад штата Махараштра. В состав государства входили города Муруд и Шривардхан, а также укрепленный остров Муруд-Джанджира, расположенный недалеко от прибрежной деревни Муруд, которая была столицей и резиденцией правителей. Княжество имело площадь 839 км², не считая Джафрабада, и население 110 389 жителей в 1931 году. Джафрабад, или княжество Джафарабад, находилось в зависимости от наваба княжества Джанджира.

## История

### Создание
Согласно одной легенде, в 1489 году ахмаднагарский султан послал своего адмирала Пирам-Хана (эфиопского происхождения) с приказом захватить замок Муруд-Джанджира у Рама Патила. Из-за укреплений замка адмирал не мог атаковать обычным способом.
Пирам-Хан и его команда переоделись торговцами и попросили Рама Патила взять под охрану их триста больших ящиков с шелками и винами из Сурата. В благодарность Пирам-Хан устроил вечеринку с вином. Как только Рам Патил и его воины опьянели, Пирам-Хан открыл ящики, в которых находились его воины, и воспользовался случаем, чтобы захватить замок и остров, на котором он стоит .
В следующем столетии правители Джанджиры перешли под власть Биджапурского султаната. В течение семнадцатого и восемнадцатого веков Джанджира успешно противостояла неоднократным нападениям Маратхской империи.

### Сотрудничество с османами
Согласно османским записям, объединенные силы турок-османов и правителя Джанджиры разгромили португальский флот в 1587 году в Йемене. С этого момента Джанджира играла важную роль в сопротивлении португальскому влиянию в регионе.
Есть еще одно свидетельство сотрудничества с Османской империей. В 1539 году в составе османской экспедиции в Ачех было 200 малабарских моряков из княжества Джанджира для помощи региону Батак и Морской Юго-Восточной Азии.
Согласно одной из записей, в свое время могольский император Аурангзеб снабдил правителя из династии Сидди из княжества Джанджира 2-тысячным военным отрядом, провизией, боеприпасами, а также двумя фрегатами и двумя большими боевыми кораблями. Корабль прибыл в бомбейскую гавань под командованием Сидди Касима и Сидди Самбала в 1677 году . Самый большой могольский корабль под названием Ganj-I-Sawai, который был оснащен 800 пушками и 400 солдатами типа мушкетеров, также дислоцировался в порту Сурат.
Другая запись из фактории Ост-Индской компании, написанная в 1673 году, сообщает, что флот Сидди, который зимовал в Бомбее, имеет пять фрегатов, два военных корабля и пятнадцать судов захвата. Именно из-за грозных военно-морских навыков Сидди в Джанджире могольский император Аурангзеб ежегодно выплачивает 400.000 рупий на содержание его флота.

## Отношения с Маратхской империей

### Соперничество с маратхами
Главным конкурентом правителей Джанджиры был маратхский клан Ангре с морскими фортами и кораблями, базирующаяся в Южном Конкане.

### Договор с маратхами
В 1733 году пешва Баджи-рао I из Маратхской империи начал военную кампанию против княжества Джанджира. Войска Баджирао, однако, не захватили форт Джанджира, хотя и захватили большую часть окрестностей. Выгодный договор дал маратхам косвенный контроль практически над всеми землями династии Сидди.

## После маратхов
Когда британцы пришли в район Конкана, неоднократные нападения маратхов на Джанджиру прекратились. Княжество Джанджира управлялся как часть Агентства Княжеств Декана Бомбейского президентства, основанного в 1799 году. В девятнадцатом веке правители Джанджиры имели военную силу в 123 человека.
После обретения Индией независимости в 1947 году княжество Джанджира было объединено с Индийским союзом.

## Правители
Правящей династией Джанджиры были Сидди, также известные как «Хабши», предположительно из Абиссинии. Первоначально правители государства носили титул «Вазир», но после 1803 года титул «Наваб» был официально признан британским колониальным правительством. Они получили право на 11-пушечный салют от британских властей.

### Вазиры Джанджиры
- 1676—1703: Касим Якут-хан II (? — 1703). В 1670 году Сидди Касим получил императорский мансаб в 300 затов и 100 саваров. В 1676 году он был назначен вазиром Джанджиры и адмиралом могольского флота. В 1677 году во время празднования маратхами холи касим вместе с братом Сидди Хайраятом захватил Дандараджпури. Могольский император Аурангзеб пожаловал ему личные титулы Якут-хана и наваба в награду за его заслуги. Сменил Хайраят-Хана в управлении Дандараджпури в 1695 году. Он значительно расширил свои владения и к моменту своей смерти контролировал двадцать два форта и бастиона.
- 1703—1707: Амабат Якут хан II
- 1707—1732: Сурур Якут-хан II (? — 1732). Он завершил строительство форта Джанджира в 1728 году.
- 1732—1734: Гасан-Хан (1-й раз) (? — 1746), младший сын предыдущего
- 1734—1737: Сумбул-Хан. Разбит и свергнут с престола Абд ар-Рахман Ханом и маратхами.
- 1737—1740: Абд ар-Рахман Хан , второй сын Сурура Якут-хана II. Он был вынужден уступить маратхам Райгад, Талу, Госалу, Авчитгад и Бирвади. Свергнут в 1740 году.
- 1740—1745: Гасан-Хан (2-й раз) (? — 1746), младший сын Сурура Якут-хана II. Унаследовал его после смерти отца в 1732 году. Свергнутый и заключенный в тюрьму Сардаром Сидди Сумбул-Ханом в 1734 году. Восстановлен по низложению старшего брата в 1740 году. Свергнут во второй раз в пользу своего младшего брата сиди Ибрагима I в 1745 году.
- 1745—1757: Ибрагим-хан I (1-й раз) (? — 1761), младший брат предыдущего. Сменил отца в 1745 году. Низложен в пользу своего брата сиди Мухаммад-Хана в 1757 году. Восстановлен после его смерти в 1757 году. Приобрел Джафарабад, на побережье Катхиявара, в 1759 году. Атакованный пешвой в 1760 году, в результате чего он потерял практически все свои материковые территории, но восстановил большую их часть благодаря британской поддержке и заключению их договора с пешвой в 1761 году. Убит своим рабом, узурпировавшим трон, до 3 января 1761 года.
- 1757: Мохаммад-Хан I (? — 1757), младший брат предыдущего.
- 1757—1759: Ибрагим-хан I (2-й раз) (? — 1761), сын Сурура Якут-хана II.

### Танадары Джафарабада и Вазиры Джанджиры
- 1759—1761: Ибрагим-хан I (? — 1761), сын Сурура Якут-хана II.
- 1761—1772: Якут-Хан (узурпатор до 6 июня 1772 года) (? — 1772)
- 1772—1784: Абд аль-Рахим Хан (? — 1784), седьмой сын Ибрагим-хана I.
- 1784—1789: Джаухар-Хан (? — 1789), был женат на дочери предыдущего. Избран Сардарами после смерти своего тестя в 1784 году.
- 1784—1789: Абд аль-Карим Якут Хан
- 1789—1794: Ибрагим-хан II (? — 1826), сын Гасан-Хана (? — 1746). Избранный сардарами после смерти сиди Джаухара в 1789 году. Свергнут своим министром сиди Джумрудом, который бросил его в тюрьму в 1794 году. Восстановлен после смерти сиди Джумруда, но согласился только при условии, что княжеский престол останется наследственным в его семье. В 1803 году могольский император Шах Алам II пожаловал ему личный титул наваба (признанный британскими властями наследственным).
- 1794—1803: Джумруд Хан (? — 1803). Избранный сардарами после того, как они свергли и заключили в тюрьму вазира Сидди Ибрагим-хана II в 1794 году.

### Навабы
- 1803—1826: Ибрагим-хан II (? — 1826), сын Гасан-Хана (? — 1746).
- 1826 — 31 августа 1848: Мохаммад-Хан I (? — 22 ноября 1848), старший сын предыдущего. Наследовал княжеский трон после смерти отца в 1826 году. Объявлен находящимся под британской защитой в 1834 году. Отрекся от престола в пользу своего старшего сына 31 августа 1848 года.
- 31 августа 1848 — 28 января 1879: Ибрагим-хан III (1825 — 28 января 1879), старший сын предыдущего
- 28 января 1879 — 2 мая 1922: Ахмад Хан (31 августа 1862 — 2 мая 1922), четвертый сын предыдущего. С 1 января 1895 года — сэр Ахмад Хан.
- 2 мая 1922 — 15 августа 1947: Мохаммад-Хан II (7 марта 1914 — 1 апреля 1972), единственный сын предыдущего.
  - 2 мая 1922 — 9 ноября 1933: Кульсум Бегум, регент (6 января 1897 — 29 апреля 1959)[16], третья жена Ахмад Хана и мать Мохаммад Хана II.

### Титулярные навабы
- 15 августа 1947 — 1 апреля 1972: Мохаммад-Хан II (7 марта 1914 — 1 апреля 1972), единственный сын Ахмад Хана.
- 1 апреля 1972 — настоящее время: Шах Махмуд Хан (род. 15 марта 1952), единственный сын предыдущего.